# Future by design
Future by Design is een film uit 2006 die het leven en werk van Jacque Fresco beschrijft. Jacque Fresco is een autodidact industrieel ontwerper, auteur, docent, futurist, uitvinder, sociale ingenieur en de maker van Het Venus Project. Fresco heeft gewerkt als zowel ontwerper en uitvinder in een breed scala van velden: biomedische innovaties en geïntegreerde sociale systemen. De film werd geregisseerd door William Gazecki.
Het Venus Project is gestart in het midden van de jaren 1970 door Fresco en zijn partner, Roxanne Meadows. Fresco schrijft uitvoerig en geeft lezingen over onderwerpen variërend van de holistische ontwerpen van duurzame steden, de energie-efficiëntie, natuurlijke hulpbronnen en geavanceerde automatisering, met nadruk op de voordelen die het zal opleveren voor de samenleving.